# クレイトン・カーショウ
- クレイトン・カーショー

クレイトン・エドワード・カーショウ（Clayton Edward Kershaw 英語発音: [ˈkʰleɪʔn̩ ˈkʰɝˌʃɑ], 1988年3月19日 - ）は、アメリカ合衆国テキサス州ダラス出身のプロ野球選手（投手）。左投左打。MLBのロサンゼルス・ドジャース所属。愛称はカーシュ（Kersh）。
2006年の入団以来ドジャース一筋のフランチャイズ・プレイヤーであり、現役中も再三にわたり「生涯ドジャース」を宣言している。

## 経歴

### プロ入り前
2005年にU-18の野球アメリカ合衆国代表に選出された。
高校3年生の2006年に64イニングを投げ、13勝無敗、139奪三振、防御率0.77を記録し、USAトゥデイの選ぶ最優秀高校選手、および、ゲータレード年間最優秀選手賞に選ばれた。高校時代のチームメイトには、後にNFLのデトロイト・ライオンズから全体1位指名を受けるマシュー・スタッフォードがいた。高校卒業直前に行われた試合では、5回コールド参考記録だが全15打者から三振を奪う記録を達成した。

### プロ入りとドジャース時代

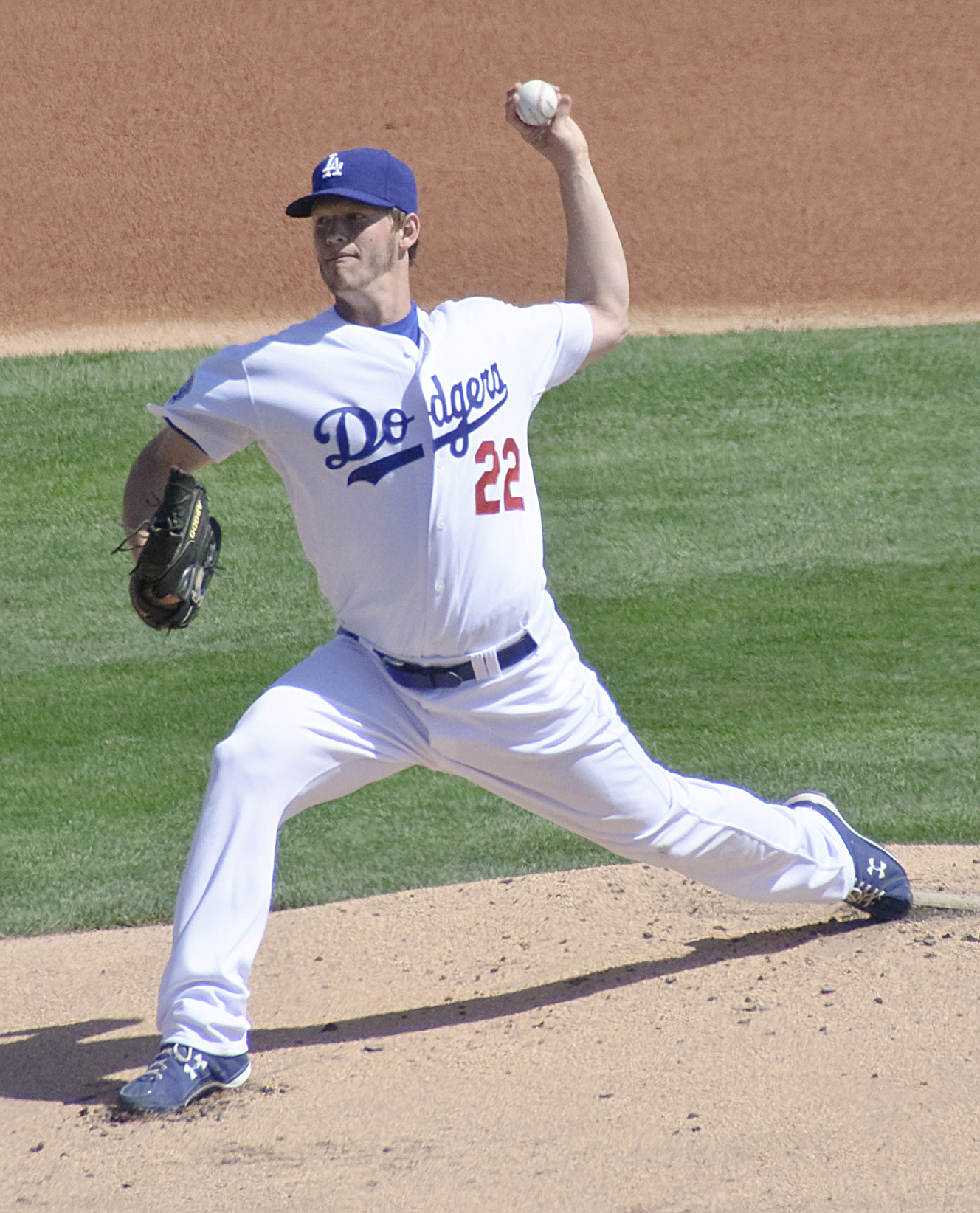
2010年3月12日

2006年のMLBドラフト1巡目（全体7位）でロサンゼルス・ドジャースから指名され、6月20日に契約。ルーキー級ガルフ・コーストリーグで10試合に登板して8試合で先発登板し、2勝0敗、防御率1.95という成績を残した。計37イニングで失点10（自責点8）、54奪三振、5与四球という投球内容でベースボール・アメリカ誌によってガルフコーストでナンバー1、ドジャース配下選手でナンバー2の有望選手に選定された。7月23日、8月3日の2回の先発では11回で21奪三振という成績を残している。
2007年にはA級グレートレイクス・ルーンズに昇格し、7月までに20試合に先発登板し7勝5敗、防御率2.77で134奪三振という成績を記録し、ミッドウェストリーグのオールスターゲームに出場した。さらに、オールスター・フューチャーズゲームのアメリカ合衆国選抜にも選出された。8月にはAA級ジャクソンビル・サンズに昇格し、5試合に先発登板して1勝2敗、防御率3.65を記録した。
2008年にはベースボールアメリカ誌によって有望選手としてドジャース配下選手では1位、MLB全体を含めても7位と高い評価を得た。招待選手としてスプリングトレーニングに参加。オープン戦に登板し、開幕直前の試合において猛打で知られるボストン・レッドソックスを4回1安打に抑えるなどして首脳陣を驚かせた。ドジャースは打者天国として知られているキャッシュマン・フィールドを本拠地とするAAA級ラスベガス・フィフティワンズではなく、この年もAA級ジャクソンビルで育成することを選択した。5月までに10試合に登板、9試合に先発登板。43.1イニングで防御率2.28、奪三振47、与四球15という成績を記録した。5月24日にジェイソン・シュミットやエステバン・ロアイザら主力投手の故障や不振により不足していた先発5番手要員としてドジャースとメジャー契約を結び、5月25日のセントルイス・カージナルス戦でメジャーデビュー。6回を投げ5安打、7三振、2失点で勝敗はつかなかった。途中、調整のために短期のマイナー落ちをするものの、メジャーで20試合に先発登板して5勝5敗 防御率4.26、100奪三振を記録した。
2009年はシーズン当初からローテーションの柱として投球を重ねた。しかし、カーショウの登板日に限ってドジャースの打線が相手投手を攻略出来ず、好不調の波が激しかったために勝ち星を重ねられなかった。7月24日以降は1勝すら挙げることができなかった。9月の上旬には利き腕ではない右肩に痛みを覚えて戦列離脱。下旬には復帰したが、8勝8敗という成績に終わった。それでも個人成績は防御率は2.79（リーグ5位）、奪三振185（リーグ11位）であり、特に被安打率.200はリーグ1位と際だったものがある。その一方で与四球数は91個（リーグ3位）だった。
2010年は4月7日のピッツバーグ・パイレーツ戦で開幕2試合目の先発を任されるも、4.2イニングを被安打5、6四球で降板。4月は登板した5試合全てで3個以上の四球を与えるなど制球は安定しなかったが、防御率は3.07だった。続く5月は、最初の登板となった5月4日のミルウォーキー・ブルワーズ戦で2回表に一挙7点を失い、53球で降板するという自己最悪の結果に終わり、本拠地ドジャー・スタジアムの観客からブーイングを浴びせられた。しかし、次の登板から6月半ばにかけて8試合連続で自責点3以下を継続し（うち7試合でクオリティ・スタートを記録）、前半戦終了時点では18試合で112.1イニング、防御率2.96を記録した。後半戦も、最初の登板となった7月15日のカージナルス戦でこそ4.1イニングで4失点（自責点4）と打ち込まれたが、以後シーズン終了までの13試合で11度のQSを記録する安定感を見せた。7月20日のサンフランシスコ・ジャイアンツ戦では、球審から故意死球への警告が出た後の7回表に、8番打者のアーロン・ローワンドに対して故意に死球を与えたとして退場処分となり、翌21日に5試合の出場停止と罰金を科されるという一幕もあった。7月25日のニューヨーク・メッツ戦で10勝目を挙げ、自身初の2桁勝利を達成すると、9月14日のジャイアンツ戦では9回を投げて被安打4、無四球・奪三振4の内容で勝利投手となり、この試合でシーズン200奪三振を達成すると同時に、自身初となる完投・完封も記録した。シーズン最後の登板となった9月24日のアリゾナ・ダイヤモンドバックス戦では8回を投げ、これまた自身初となる200イニングもクリアした。シーズンでQS23を記録しながら13勝に終わるなど、前年同様勝ち運に恵まれなかったが、最終的に防御率（2.91）、勝利数（13）、奪三振（212）、勝率（.565）、投球回（204.1）でチーム1位となり、このうち防御率はリーグ9位、奪三振はリーグ5位の数字だった。一方で、与四球81はリーグワースト7位だった。
2011年3月31日の開幕戦で、自身初の開幕投手を務め、7回無失点、奪三振9の好投で勝利投手となった。4月は後半にやや失点を重ね、最初の6試合で38.1イニング、防御率3.52と、好スタートとはならなかった。5月に先発6試合で5度のQSを記録し、4勝0敗・防御率1.77と調子を上げると、6月にも2試合連続で11三振を奪っての完投（うち1試合は完封）を記録して週間MVPにも選ばれるなど快投を見せたが、6月4日のシンシナティ・レッズ戦と6月9日のコロラド・ロッキーズ戦で2試合続けて6失点を喫するという場面もあり、前半戦終了時点では19試合の登板で9勝4敗、防御率3.03だった。7月12日には自身初のオールスターゲームに出場し、5回表に登板。1回を三者凡退に抑えた。後半戦は尻上がりに調子を上げた。後半戦最初の登板となった7月15日のダイヤモンドバックス戦で勝利投手となり、2年連続の2桁勝利を達成すると、続く2試合でも連勝し、7月のピッチャー・オブ・ザ・マンスに選出された。7月の45奪三振は、リーグ1位の数字だった。8月は、6試合の先発で46.1イニングを投げるという抜群の安定感を見せ、5勝、防御率1.55を記録。このうち4試合は、"ハイクオリティ・スタート（先発して7回以上を投げ、かつ自責点2以下）"だった。また、23日のカージナルス戦では8三振を奪い、2年連続となる200奪三振に到達した。9月も、4日のアトランタ・ブレーブス戦で2年連続の200イニングをクリアしたのを皮切りに、5試合で4勝を記録。20日のジャイアンツ戦では、自身初、ドジャースの投手としては1990年のラモン・マルティネス以来21年振りとなる20勝に到達した。終わってみれば、後半戦は14試合で12勝1敗と白星を荒稼ぎし、102.2イニング、防御率1.31という数字を記録した。結果、最優秀防御率（2.28）、最多勝利（21勝）、最多奪三振（248）の投手三冠を獲得。ドジャースの投手が投手三冠を達成するのは、自身と同じく左投手であるサンディ・コーファックスが1966年に達成して以来45年振りの快挙だった。また、この年はア・リーグでもデトロイト・タイガースのジャスティン・バーランダーが投手三冠を達成しており、両リーグで投手三冠が記録されるのは1924年以来87年振りのことだった。他にも、MLBで最も活躍した左投手に贈られるウォーレン・スパーン賞、ゴールドグラブ賞などを獲得し、11月17日には自身初となるサイ・ヤング賞を受賞した。
2012年はシーズン開幕の2月7日にドジャースと総額1900万ドルの2年契約を結んだ。シーズンでは2年連続2度目の開幕投手を務めた。最終的にリーグ最多となる33試合に先発登板し、14勝9敗だった。防御率では2.53を記録し、2年連続で最優秀防御率のタイトルを獲得した。
2013年は3年連続3度目の開幕投手を務めた。同年はリーグ3位の16勝、同1位の奪三振232、3年連続で最優秀防御率となる両リーグトップの防御率1.83を記録し、2年ぶりのナ・リーグのサイヤング賞を受賞した。
2014年はシーズン開幕前の1月17日にドジャースと当時MLB投手史上最高額となる総額2億1500万ドルの7年契約を結んだ。4年連続4度目の開幕投手を務めた。3月30日に左の肩甲骨付近の筋肉の張りを訴え、15日間の故障者リスト入りし、5月6日に復帰した。6月18日のロッキーズ戦で、9回を1失策のみの無安打、無四球、15奪三振、無失点で自身初のノーヒットノーランを達成した。6月は6試合に登板し、6連勝、44回で防御率0.82、61奪三振という成果をあげ、自身3度目のピッチャー・オブ・ザ・マンスを獲得した。その後も好調を維持し、7月にも5試合に登板して4勝を記録すると、8月21日のサンディエゴ・パドレス戦からシーズン最後の登板となった9月24日のジャイアンツ戦にかけて7試合で7連勝を記録し、最終的には自身最多タイの21勝を記録。3年振り2度目となる最多勝利を獲得した。また、防御率に関しても、7月4日のロッキーズ戦で8回無失点と好投して1点台に突入すると、以降シーズン終了まで1点台を維持。自己最高の防御率1.77でシーズンを終え、4年連続4度目となる最優秀防御率のタイトルも手にした。1.77という成績は21世紀のMLBでは最高の数字で、4年連続の最優秀防御率タイトル獲得は、サンディ・コーファックス（1962年 - 1966年）以来となった。一方、奪三振は、ドジャースが160試合を消化した時点ではリーグトップに立っていたものの、その後登板したワシントン・ナショナルズのスティーブン・ストラスバーグとシンシナティ・レッズのジョニー・クエトにかわされ、リーグ3位。自身2度目の投手三冠達成とはならなかった。セントルイス・カージナルスとのディビジョンシリーズでは、第1戦と第4戦に先発。どちらの試合も6回までは好投したが、7回に逆転を許したことで2試合とも敗戦投手となり、チームも敗退した。オフには2年連続3度目のサイ・ヤング賞を受賞、シーズンMVPにも輝いた。MVPとサイ・ヤング賞の同時受賞は史上11人目。ナ・リーグで投手がMVPに選ばれたのは1968年以来だった。
2015年は5年連続5度目の開幕投手を務めた。5月までに6本塁打を浴びるなどで防御率は3点台後半を推移した。しかし6月以降は復調し、7月3日から8月2日の試合にかけて37回連続無失点を記録するなど、7月は33回を投げ自責点1、防御率0.27の成績を残し、同月自身5度目のピッチャー・オブ・ザ・マンスを受賞。その後も好調を維持し、後半戦は15試合に登板して防御率1.31の好成績を記録した。また、シーズン最終登板となった10月4日の試合でMLBでは2002年以来となるシーズン300奪三振を達成。記録を301まで伸ばし、自身3度目となる最多奪三振を獲得。両リーグ1位の232.2イニングを投げ、リーグ3位の防御率2.13、同6位の16勝を記録したが、サイ・ヤング賞の投票ではジェイク・アリエータ、同僚のザック・グレインキーの後塵を拝し3位となり、3年連続の受賞とはならなかった。また、4年連続で受賞していた最優秀防御率も獲得できなかった。ディビジョンシリーズでは、昨年に続き第1戦と第4戦に登板。第1戦では6.2イニングを投げ3失点ながらも打線の援護がなく敗戦投手となったが、第4戦では7回を1失点に抑え勝利投手となった。シリーズ合計で13.2イニングを4失点、防御率2.64だったが、チームは2勝3敗に終わり、前年に続いてディビジョンシリーズで敗退となった。
2016年は6年連続6度目の開幕投手を務めた。登板した試合全てで6回以上を投げ、開幕からの16試合の登板のうち12試合の登板でハイクオリティ・スタートを記録した。6月30日に椎間板ヘルニアによって15日間の故障者リスト入り。選出されたオールスターも欠場となった。8月3日には60日間の故障者リストへと移動し、復帰は9月9日のマイアミ・マーリンズ戦までずれ込んだ。この影響で勝利数は2010年以降では最低となる12勝にとどまり、規定投球回数に到達せずに終わった。ポストシーズンではワシントン・ナショナルズとのディビジョンシリーズ第1戦と第4戦に先発登板。第1戦では3回表までに味方打線に4点の援護点をもらったものの、その裏に3安打と重盗で2点を失うなど5回で8安打を浴び3失点ながら、後続がナショナルズ打線を1安打に抑え勝利投手となった。ナショナルズに王手をかけられて迎えた第4戦では初回に1点先制を許したが、5回までに味方打線に5点の援護をもらい、自身も6回まで5安打、2失点に抑えていたものの7回につかまり、二死満塁のピンチを招いた所で降板。後続がこの回同点に追いつかれ自身に勝敗はつかなかった。チームはその後2勝2敗のタイに戻し、迎えた第5戦では1点リードの9回一死からリリーフ登板し、マイナー時代の2006年のガルフコースト以来となるセーブを記録し、チームはリーグチャンピオンシップシリーズ進出を決めた。シカゴ・カブスとのリーグチャンピオンシップシリーズでは第2戦と第6戦に先発登板。第2戦では7回2安打無失点の好投を見せ勝利投手となったものの、カブスに王手をかけられて迎えた第6戦では5回5失点で降板し敗戦投手となり、チームは2勝4敗でリーグチャンピオンシップシリーズ敗退に終わった。
2017年は7年連続7度目の開幕投手を務め、勝利し、開幕戦5勝負けなしはドン・ドライスデールに並ぶ球団記録である。6月2日のブルワーズ戦で史上79人目となる通算2000奪三振を記録した。シーズンでは27試合の先発で18勝4敗、防御率2.31、奪三振202の成績で、自身3年ぶりの最多勝と最優秀防御率のタイトルを獲得した。ポストシーズンではアリゾナ・ダイヤモンドバックスとのディビジョンシリーズ第1戦に先発。初回に4点、4回にも3点と計7点の援護をもらったものの、6.1イニングを投げて4被本塁打を浴び、4失点を喫した。チームは9-5で勝利し勝利投手となった。1試合で4本の本塁打を浴びたのはポストシーズンのワーストタイ記録となった。前年に続きシカゴ・カブスとの対戦となったリーグチャンピオンシップシリーズでも第1戦と第5戦に先発登板。第1戦では5回2失点で勝敗はつかなかったが、ドジャースが3勝1敗とリーグ優勝・ワールドシリーズ進出に王手をかけて迎えた第5戦では4回までに味方打線から9点の援護をもらい、自身も6回を3安打、1失点の好投で勝利投手となり、29年ぶりのリーグ優勝を決めた。自身初出場となったヒューストン・アストロズとのワールドシリーズでも第1戦と第5戦に先発登板。第1戦では7回を11奪三振、アレックス・ブレグマンのソロ本塁打による1失点に抑え勝利投手となった。ドジャースの投手によるワールドシリーズでの2桁奪三振としては、1963年第1戦のサンディー・コーファックス（15奪三振）、1953年第3戦のカール・アースカイン（14奪三振）に次ぐ記録となった。しかし、第5戦では4回までに味方打線に4点の援護をもらったが、ユリエスキ・グリエルに同点の3点本塁打を浴びるなど4.2イニングで6失点を喫し、先発としての役割を果たすことはできなかった。第7戦でも5点ビハインドで3番手として3回表からリリーフ登板。4回無失点に抑えるもチームは3勝4敗でワールドシリーズ敗退に終わった。
2018年は球団最多記録となる8回目の開幕投手に選ばれた。6回1失点の力投を見せるも、援護なく初めて開幕戦で黒星を貰った。5月6日に上腕二頭筋の腱炎で故障者リスト入り。同31日に復帰するも、腰の故障ですぐに再び故障者リスト入りした。6月23日に復帰したが本来の調子は取り戻せず、最終成績は9勝5敗、防御率2.73、155奪三振に留まった。ポストシーズンでチームは2年連続のワールドシリーズ進出。自身も4試合の先発登板で2勝1敗、防御率2.37の成績で貢献した。しかし、ボストン・レッドソックスとのワールドシリーズでは、第1戦は4回5失点、第5戦は7回4失点に終わり、チームも1勝4敗で敗れた。11月2日にドジャースと3年総額9300万ドルで契約を結んだ事が発表された。旧契約の2年6500万ドルが残っていたが、このオフにオプトアウトする権利を保有しており注目を集めていた。
2019年はスプリングトレーニングを左肩炎症で途中離脱し、開幕も故障者リスト入りして迎えたことで開幕投手の連続記録は途絶えた。4月15日のシンシナティ・レッズ戦で復帰後はローテーションを守り、オールスターゲームにも選出された。8月1日のサンディエゴ・パドレス戦で通算通算2397奪三振として、サンディー・コーファックス（2396奪三振）を上回る左腕投手の球団奪三振記録を打ち立て、8月20日のトロント・ブルージェイズ戦で通算166勝目を挙げ、これもコーファックスを抜いて左腕投手の球団最多勝記録を更新した。最終成績は16勝5敗、防御率3.03で、ルーキーイヤー以来の防御率3点台となった。打撃面ではリーグ最多の15犠打を記録した。ポストシーズン、ディビジョンシリーズでは第2戦で先発するも6回3失点で負け投手になり、最終第5戦では7回表から2番手として登板したが、8回表に2者連続本塁打を許して同点に追いつかれ、その後チームは敗戦した。
2020年は新型コロナウイルスの影響で60試合の短縮シーズンとなる。また、9回目の開幕投手に指名されていたが、直前で背中の張りで負傷者リスト入りして開幕戦の登板を回避した。8月2日に初登板初勝利。9月3日のアリゾナ・ダイヤモンドバックス戦で史上3番目となる32歳168日の若さで通算2500奪三振を達成した。32歳のシーズンまでに2500奪三振を達成したのは史上5人目、通算353試合目での達成は歴代4番目のスピード記録である。最終的に10先発し、6勝2敗、防御率2.16の成績を残した。
ポストシーズンではミルウォーキー・ブルワーズとのワイルドカードシリーズ第2戦では8回無失点13奪三振の圧巻の投球を見せ勝利。NLCS第4戦では敗戦投手となったが、チームは2年ぶりのワールドシリーズ進出。過去2回のワールドシリーズ（2017、2018年）では1勝2敗で大一番でのもろさを指摘されていたが、タンパベイ・レイズとのワールドシリーズ第1戦では本来のピッチングを披露。6回を2安打、8奪三振、1四球、1失点と好投し勝利。この試合でジャスティン・バーランダーに次ぐ史上2人目のポストシーズン200奪三振を達成した。第5戦でも5.2回2失点の粘投でチームのシリーズ王手に貢献。また、この試合でPS通算奪三振が207となり、PS最多記録を更新した。チームはこのまま勝ち抜き、球団として32年ぶり、カーショウ自身にとっては初のワールドシリーズ優勝を果たした。
オフの12月9日に自身初めてオールMLBチームのセカンドチーム先発投手の1人に選出された。
2021年4月1日のロッキーズとの開幕戦で3年ぶり9度目の開幕投手を務めた。4月17日のパドレス戦では、元同僚のダルビッシュ有との投げ合いとなった。5回2死までパーフェクトであったダルビッシュに対し、二死満塁の場面で回ってきた第2打席で値千金の押し出し四球を選び自らを援護すると、投げては一死一・三塁のピンチを併殺で切り抜けるなど6回無失点の好投で3勝目を挙げた。オフの11月3日にFAとなった。
2022年3月13日にドジャースと1年総額1700万ドルで再契約した。
オフの11月6日にFAとなった。12月5日、ドジャースと契約ボーナス500万ドルを含む1年総額2000万ドルで再契約した。
2023年に開催されたワールド・ベースボール・クラシックに参加を表明し、アメリカ合衆国代表に選出されたが、保険に加入できなかったため参加を辞退した。4月18日のメッツ戦で7回3安打無失点の好投で勝利投手となり、MLB史上118人目の通算200勝を達成。4月は6試合38イニングを投げ5勝1敗、防御率1.89の成績で終え、2016年5月以来約7年ぶりとなる自身7度目のピッチャー・オブ・ザ・マンスを受賞した。7月2日に選手間投票で通算10度目となるオールスターゲームに選出されたが、7月4日に辞退した。オフの11月3日にFAとなり、同月に左肩を手術した。
2024年は、復帰登板が夏頃と予測される中、2月9日にドジャースと再契約した。1年契約で年俸500万ドル、登板試合数などで最大750万ドルの出来高が付く。25年は選手オプションで、基本500万ドルに加え、24年および25年の登板数により最大2000万ドルの出来高を得る。7月25日のジャイアンツ戦で299日ぶりの復帰登板を果たした。7月31日の登板で3.2イニングで7失点（自責点3）を喫した。この試合ではでデビュー後424回目の先発登板で初めて三振を奪えず、これまで続けていた連続先発登板での奪三振の記録が途切れた。マウンドからホームまでが現行の距離になった1893年以降、レギュラーシーズンの423先発登板連続での奪三振は最も長く、それに次ぐストリークは、トム・シーバーの先発411登板とノーラン・ライアンの先発382登板と報じられた。オフの11月4日のドジャースとの翌年の契約延長オプションを破棄し、FAとなった。11月7日、左膝と左足の手術に成功し、復帰登板は翌年春以降と発表された。
2025年2月14日にドジャースと再契約した。基本750万ドルに加え、先発登板数やアクティブ・ロースター登録日数により最高850万ドルの出来高が付く1年契約。3月18日に60日間の故障者リスト入りした。5月17日にロースターに復帰し、同日のロサンゼルス・エンゼルス戦に先発したが4回5失点で降板。6月8日のカージナルス戦で5回1失点と好投し、試合は7-3で勝利。同年シーズン初勝利を挙げた。7月2日のシカゴ・ホワイトソックス戦の6回表にビニー・キャプラから三振を奪い、MLB史上20人目（左投手では4人目）の通算3000奪三振を達成した。

## 選手としての特徴
ランナーのいない場面では、右足を一度大きく上げタメを作る、いわゆる二段モーションに近い独特のフォームで投球する。ランナーを背負うと、グラブの中でボールを握った状態で両腕を頭上に伸ばしたあと、左胸のあたりに下ろすというルーティーンからセットポジションに入る。投球フォームはオーバースロー。上体を傾けることにより腕を高い位置に持っていき、真上から投げ下ろすようなフォームで投球する。2016年シーズン後半以降、1試合に数回程度の頻度でスリークォーター気味に投球をすることがある。
球種としては、93mph（約150km/h）前後のフォーシーム、80mph台後半（約140km/h前後）の切れ味鋭いスライダーが、投球の8割超を占める。そこに縦に大きく割れる70mph台（約110km/h後半）のカーブを織り交ぜ、また右打者に対しては稀に2%程度のチェンジアップも投げる。デビュー年の2008年には自己最速の98.1mph（約158km/h）を記録した。30代に入った2018年以降はケガの影響などで速球の平均球速が93mphから90mph（約145km/h）に低下していたが、2020年は平均球速を2.5km/hほど上昇させた。
Brooksbaseball.net版投球データ
| 球種           | 投球割合 | 平均球速 mph (kph) | 水平変化 in (cm) | 垂直変化 in (cm) | 水平リリース ft (cm) | 垂直リリース ft (cm) | ストライク率 | 空振り率 |
| -------------- | -------- | ------------------ | ---------------- | ---------------- | -------------------- | -------------------- | ------------ | -------- |
| フォーシーム   | 047 %    | 093 (150)          | 0 0 (1)          | 012 (30)         | 0 1.1 (33)           | 0 6.4 (194)          | 00 56 %      | 0 7 %    |
| スライダー     | 034 %    | 080 (143)          | 0-2 (-5)         | 0 6 (15)         | 0 1.1 (32)           | 0 6.4 (196)          | 00 34 %      | 024 %    |
| カーブ         | 016 %    | 074 (119)          | 0-1 (-2)         | 0-9 (-23)        | 0 0.7 (21)           | 0 6.5 (198)          | 00 37 %      | 014 %    |
| チェンジアップ | 0 1 %    | 087 (139)          | 0 6 (14)         | 011 (27)         | 0 1.2 (37)           | 0 6.4 (196)          | 00 48 %      | 010 %    |
| シンカー       | 0 1 %    | 095 (153)          | 0 7 (18)         | 010 (25)         | 0 2.5 (76)           | 0 5.8 (178)          | 00 43 %      | 0 7 %    |

フィールディングにも定評があり、2011年にはゴールドグラブ賞を受賞している。また、牽制による刺殺数はキャリア15年通算70個で歴代8位である。
2015年以降、負傷に悩まされている。2016年と2017年にも長期離脱し、少しずつ成績が落ちている。奪三振率は低下、与四球率は上がり、2016年まで0.5本だった９イニング当たりの被本塁打数は2017年以降、2倍超の1.2本となっている。
弱点としては、ポストシーズンに弱い面が挙げられる。2014年まで11試合に登板し、通算1勝5敗、防御率5.12という成績だった。2015年以降の3シーズンは13試合に登板し、6勝2敗、防御率3.80と良化傾向にあったが、2023年のアリゾナ・ダイヤモンドバックスとの地区シリーズ第1戦では、初回の1アウトしか奪えず、6失点で降板となってしまった。

## 人物
2008年のスプリングトレーニングで出会った同じルーキーで13歳年上の黒田博樹を深く慕い、黒田のドジャース在籍時は毎日のようにキャッチボールをした。
2025年、東京ドームで開催された開幕シリーズの際、自身は登録メンバー外であったが自費で来日し、黒田との再会を果たした。
2018年にはチームメイトであったダルビッシュ有との縁で、藤浪晋太郎と合同自主トレを行うなどの親交がある。
幼少期はテキサス・レンジャーズのファンであり、憧れの選手はウィル・クラークであった。着用している背番号「22」はクラークの影響のよるものだという。
妻・エレンとの間に4人の子供（1女・3男）がいる。

## 詳細情報

### 年度別投手成績
| 年 度     | 球 団     | 登 板 | 先 発 | 完 投 | 完 封 | 無 四 球 | 勝 利 | 敗 戦 | セ 丨 ブ | ホ 丨 ル ド | 勝 率 | 打 者 | 投 球 回 | 被 安 打 | 被 本 塁 打 | 与 四 球 | 敬 遠 | 与 死 球 | 奪 三 振 | 暴 投 | ボ 丨 ク | 失 点 | 自 責 点 | 防 御 率 | W H I P |
| --------- | --------- | ----- | ----- | ----- | ----- | -------- | ----- | ----- | -------- | ----------- | ----- | ----- | -------- | -------- | ----------- | -------- | ----- | -------- | -------- | ----- | -------- | ----- | -------- | -------- | ------- |
| 2008      | LAD       | 22    | 21    | 0     | 0     | 0        | 5     | 5     | 0        | 1           | .500  | 470   | 107.2    | 109      | 11          | 52       | 3     | 1        | 100      | 7     | 0        | 51    | 51       | 4.26     | 1.50    |
| 2009      | LAD       | 31    | 30    | 0     | 0     | 0        | 8     | 8     | 0        | 0           | .500  | 701   | 171.0    | 119      | 7           | 91       | 4     | 1        | 185      | 11    | 2        | 55    | 53       | 2.79     | 1.23    |
| 2010      | LAD       | 32    | 32    | 1     | 1     | 1        | 13    | 10    | 0        | 0           | .565  | 848   | 204.1    | 160      | 13          | 81       | 9     | 7        | 212      | 5     | 2        | 73    | 66       | 2.91     | 1.18    |
| 2011      | LAD       | 33    | 33    | 5     | 2     | 0        | 21    | 5     | 0        | 0           | .808  | 912   | 233.1    | 174      | 15          | 54       | 2     | 3        | 248      | 5     | 1        | 66    | 59       | 2.28     | 0.98    |
| 2012      | LAD       | 33    | 33    | 2     | 2     | 1        | 14    | 9     | 0        | 0           | .609  | 901   | 227.2    | 170      | 16          | 63       | 5     | 5        | 229      | 6     | 2        | 70    | 64       | 2.53     | 1.02    |
| 2013      | LAD       | 33    | 33    | 3     | 2     | 2        | 16    | 9     | 0        | 0           | .640  | 908   | 236.0    | 164      | 11          | 52       | 2     | 3        | 232      | 12    | 2        | 55    | 48       | 1.83     | 0.92    |
| 2014      | LAD       | 27    | 27    | 6     | 2     | 4        | 21    | 3     | 0        | 0           | .875  | 749   | 198.1    | 139      | 9           | 31       | 0     | 2        | 239      | 7     | 2        | 42    | 39       | 1.77     | 0.86    |
| 2015      | LAD       | 33    | 33    | 4     | 3     | 1        | 16    | 7     | 0        | 0           | .696  | 890   | 232.2    | 163      | 15          | 42       | 1     | 5        | 301      | 9     | 3        | 62    | 55       | 2.13     | 0.88    |
| 2016      | LAD       | 21    | 21    | 3     | 3     | 1        | 12    | 4     | 0        | 0           | .750  | 544   | 149.0    | 97       | 8           | 11       | 1     | 2        | 172      | 5     | 3        | 31    | 28       | 1.69     | 0.72    |
| 2017      | LAD       | 27    | 27    | 1     | 0     | 1        | 18    | 4     | 0        | 0           | .818  | 679   | 175.0    | 136      | 23          | 30       | 0     | 0        | 202      | 4     | 2        | 49    | 45       | 2.31     | 0.95    |
| 2018      | LAD       | 26    | 26    | 0     | 0     | 0        | 9     | 5     | 0        | 0           | .643  | 650   | 161.1    | 139      | 17          | 29       | 0     | 2        | 155      | 10    | 0        | 55    | 49       | 2.73     | 1.04    |
| 2019      | LAD       | 29    | 28    | 0     | 0     | 0        | 16    | 5     | 0        | 0           | .762  | 706   | 178.1    | 145      | 28          | 41       | 0     | 2        | 189      | 7     | 1        | 63    | 60       | 3.03     | 1.04    |
| 2020      | LAD       | 10    | 10    | 0     | 0     | 0        | 6     | 2     | 0        | 0           | .750  | 221   | 58.1     | 41       | 8           | 8        | 0     | 1        | 62       | 0     | 0        | 18    | 14       | 2.16     | 0.84    |
| 2021      | LAD       | 22    | 22    | 0     | 0     | 0        | 10    | 8     | 0        | 0           | .556  | 488   | 121.2    | 103      | 15          | 21       | 0     | 3        | 144      | 7     | 1        | 51    | 48       | 3.55     | 1.02    |
| 2022      | LAD       | 22    | 22    | 0     | 0     | 0        | 12    | 3     | 0        | 0           | .800  | 493   | 126.1    | 96       | 10          | 23       | 0     | 2        | 137      | 0     | 1        | 36    | 32       | 2.28     | 0.94    |
| 2023      | LAD       | 24    | 24    | 0     | 0     | 0        | 13    | 5     | 0        | 0           | .722  | 523   | 131.2    | 100      | 19          | 40       | 0     | 3        | 137      | 6     | 2        | 39    | 36       | 2.46     | 1.06    |
| 2024      | LAD       | 7     | 7     | 0     | 0     | 0        | 2     | 2     | 0        | 0           | .500  | 133   | 30.0     | 36       | 2           | 9        | 1     | 2        | 24       | 2     | 1        | 19    | 15       | 4.50     | 1.50    |
| MLB：17年 | MLB：17年 | 432   | 429   | 25    | 15    | 11       | 212   | 94    | 0        | 1           | .693  | 10816 | 2742.2   | 2091     | 227         | 678      | 28    | 44       | 2968     | 103   | 25       | 835   | 762      | 2.50     | 1.01    |

- 2024年度シーズン終了時
- 各年度の太字はリーグ最高

### 年度別投手成績所属リーグ内順位
| 年 度 | 年 齢 | リ ｜ グ   | 勝 利 | セ ｜ ブ | ホ ｜ ル ド | 奪 三 振 | 防 御 率 |
| ----- | ----- | ---------- | ----- | -------- | ----------- | -------- | -------- |
| 2008  | 21    | ナ・リーグ | -     | -        | -           | -        | -        |
| 2009  | 22    | ナ・リーグ | -     | -        | -           | -        | 5位      |
| 2010  | 23    | ナ・リーグ | -     | -        | -           | 5位      | 9位      |
| 2011  | 24    | ナ・リーグ | 1位   | -        | -           | 1位      | 1位      |
| 2012  | 25    | ナ・リーグ | -     | -        | -           | 2位      | 1位      |
| 2013  | 26    | ナ・リーグ | 3位   | -        | -           | 1位      | 1位      |
| 2014  | 27    | ナ・リーグ | 1位   | -        | -           | 3位      | 1位      |
| 2015  | 28    | ナ・リーグ | 6位   | -        | -           | 1位      | 3位      |
| 2016  | 29    | ナ・リーグ | -     | -        | -           | -        | -        |
| 2017  | 30    | ナ・リーグ | 1位   | -        | -           | 8位      | 1位      |
| 2018  | 31    | ナ・リーグ | -     | -        | -           | -        | -        |
| 2019  | 32    | ナ・リーグ | 3位   | -        | -           | -        | 7位      |
| 2020  | 33    | ナ・リーグ | 4位   | -        | -           | -        | -        |
| 2021  | 34    | ナ・リーグ | -     | -        | -           | -        | -        |
| 2022  | 35    | ナ・リーグ | -     | -        | -           | -        | -        |
| 2023  | 36    | ナ・リーグ | 8位   | -        | -           | -        | -        |
| 2024  | 37    | ナ・リーグ | -     | -        | -           | -        | -        |

- -は10位未満（防御率は規定投球回到達未満の場合も-と表記）

### 年度別守備成績
| 年 度 | 球 団 | 投手（P） | 投手（P） | 投手（P） | 投手（P） | 投手（P） | 投手（P） |
| 年 度 | 球 団 | 試 合     | 刺 殺     | 補 殺     | 失 策     | 併 殺     | 守 備 率  |
| ----- | ----- | --------- | --------- | --------- | --------- | --------- | --------- |
| 2008  | LAD   | 22        | 1         | 18        | 1         | 2         | .950      |
| 2009  | LAD   | 31        | 8         | 19        | 0         | 2         | 1.000     |
| 2010  | LAD   | 32        | 5         | 30        | 1         | 0         | .972      |
| 2011  | LAD   | 33        | 9         | 38        | 0         | 2         | 1.000     |
| 2012  | LAD   | 33        | 9         | 42        | 0         | 1         | 1.000     |
| 2013  | LAD   | 33        | 7         | 27        | 1         | 2         | .971      |
| 2014  | LAD   | 27        | 8         | 31        | 2         | 3         | .951      |
| 2015  | LAD   | 33        | 8         | 45        | 1         | 1         | .981      |
| 2016  | LAD   | 21        | 2         | 15        | 1         | 0         | .944      |
| 2017  | LAD   | 27        | 4         | 18        | 1         | 0         | .957      |
| 2018  | LAD   | 26        | 1         | 24        | 1         | 1         | .962      |
| 2019  | LAD   | 29        | 3         | 23        | 0         | 1         | 1.000     |
| 2020  | LAD   | 10        | 1         | 4         | 0         | 0         | 1.000     |
| 2021  | LAD   | 22        | 4         | 14        | 0         | 0         | 1.000     |
| 2022  | LAD   | 22        | 3         | 10        | 2         | 0         | .867      |
| 2023  | LAD   | 24        | 5         | 16        | 0         | 1         | 1.000     |
| 2024  | LAD   | 7         | 1         | 2         | 1         | 0         | .750      |
| MLB   | MLB   | 432       | 79        | 376       | 12        | 16        | .974      |

- 2024年度シーズン終了時
- 各年度の太字はリーグ最高
- 各年度の太字年はゴールドグラブ賞受賞

### タイトル
- 最多勝利：3回（2011年、2014年、2017年）
- 最優秀防御率：5回（2011年 - 2014年、2017年）※5回は歴代3位タイ[注 7]、4年連続はサンディ・コーファックスに次ぐ歴代2位
- 最多奪三振：3回（2011年、2013年、2015年）

### 表彰
- サイ・ヤング賞：3回（2011年、2013年、2014年）※3回は歴代5位タイ[注 8]
- シーズンMVP：1回（2014年）※サイ・ヤング賞との同時受賞は史上11人目[注 9]
- ゴールドグラブ賞（投手部門）：1回（2011年）
- ロベルト・クレメンテ賞：1回（2012年）
- ウォーレン・スパーン賞：4回（2011年、2013年、2014年、2017年）※4回は歴代1位タイ[注 10]
- プレイヤーズ・チョイス・アワーズ
  - 年間最優秀選手：1回（2014年）
  - 優秀投手：3回（2011年、2013年、2014年）
  - マービン・ミラー・マン・オブ・ザ・イヤー：1回（2014年）
- ピッチャー・オブ・ザ・マンス：7回（2011年7月、2013年7月、2014年6月、2014年7月、2015年7月、2016年5月、2023年4月）
- プレイヤー・オブ・ザ・ウィーク：8回（2011年6月20日 - 26日、2012年5月14日 - 20日、2013年4月1日 - 7日、2014年6月16日 - 22日、2014年9月8日 - 14日、2015年6月1日 - 7日、2015年7月17日 - 19日、2017年7月3日 - 9日）
- ブランチ・リッキー賞（英語版）：1回（2013年）
- ロイ・キャンパネラ賞（英語版）：2回（2013年、2014年）
- オールMLBチーム[87]
  - セカンドチーム先発投手：1回（2020年）

### 記録
MiLB
- オールスター・フューチャーズゲーム選出：1回（2007年）

MLB
- 投手三冠：1回（2011年）
- MLBオールスターゲーム選出：10回（2011年 - 2017年、2019年、2022年、2023年）
- 開幕投手：9回（2011年 - 2018年、2021年）※9回は球団歴代1位[注 11]、8年連続は球団歴代1位[注 12]
- ノーヒットノーラン：1回（2014年6月18日、対コロラド・ロッキーズ戦）
- 通算2500奪三振（2020年9月3日）※32歳168日での達成は歴代3番目の若さ、通算353試合目での達成は史上4番目の早さ
- 通算200勝（2023年4月18日）※史上118人目、100敗未満での達成は史上6人目
- ポストシーズン通算200奪三振（2020年10月20日）※史上2人目

### 背番号
- 54（2008年 - 同年途中）
- 22（2008年途中 - ）

### 代表歴
- 2005 U-18 野球アメリカ合衆国代表